# Andrei Zaytsev
Andrei Sergeyevich Zaytsev (tiếng Nga: Андрей Сергеевич Зайцев; sinh ngày 14 tháng 1 năm 1991) là một cầu thủ bóng đá người Nga. Anh thi đấu cho F.K. Dynamo-2 Sankt Peterburg.

## Sự nghiệp câu lạc bộ
Anh có màn ra mắt tại Giải bóng đá chuyên nghiệp quốc gia Nga cho F.K. Vityaz Podolsk vào ngày 20 tháng 7 năm 2016 trong trận đấu với FC Ryazan.